# Amegilla niveocincta
Amegilla niveocincta är en biart som först beskrevs av Smith 1854.  Amegilla niveocincta ingår i släktet Amegilla och familjen långtungebin. Inga underarter finns listade i Catalogue of Life.